# You Waste Your Time
You Waste Your Time è un singolo del gruppo musicale statunitense Tremonti, pubblicato il 7 maggio 2012 come unico estratto dal primo album in studio All I Was.

## Video musicale
Un videoclip di una performance live di questa canzone è stato pubblicato sul canale ufficiale YouTube di Mark Tremonti il 18 maggio 2012, inoltre è stato pubblicato un video sempre sullo stesso canale YouTube dove Mark Tremonti insegna a suonare l'assolo della canzone il 2 agosto 2012.

## Tracce
1. You Waste Your Time – 3:47

## Formazione
Gruppo
- Mark Tremonti – voce, chitarra solista e ritmica
- Eric Friedman – chitarra ritmica, basso, cori
- Garrett Whitlock – batteria

Produzione
- Michael "Elvis" Baskette – produzione
- Jef Moll – ingegneria del suono
- Ted Jensen – mastering